# زاپادنی مویستیر
زاپادنی مویستیر (به صربی: Zapadni Mojstir) یک منطقهٔ مسکونی در صربستان است که در توتین، صربستان واقع شده‌است. زاپادنی مویستیر ۵۰۵ نفر جمعیت دارد.